# Forte Novo da passagem do rio São Francisco
O Forte Novo da passagem do rio São Francisco localizava-se à margem direita do rio São Francisco, no local denominado Passagem, acima de Santo Antônio de Vila Nova (hoje Neópolis), em território do atual estado de Sergipe. BARRETTO (1958) computa esta estrutura na margem esquerda do rio, o que o localizaria no atual estado de Alagoas (op. cit., p. 164).

## História
Está representado por João Teixeira Albernaz, o velho no mapa referente ao rio de São Francisco ("S - A passagem do rio de São Francisco e lugar do Forte") que, no seu verso, apresenta o Forte Novo da Passagem (Livro que dá Razão ao Estado do Brazil, c. 1616. Biblioteca Pública Municipal do Porto). Esta última ilustração, colorida, com as dimensões de 394 x 251 milímetros, representa uma pequena estrutura de planta poligonal quadrangular, em alvenaria de tijolos, cercada por um fosso. Ao centro do seu terrapleno, uma edificação, onde se localizavam as dependências de serviço. De acordo com Diogo de Campos Moreno, o forte foi mandado erguer pelo Governador da Repartição do Brasil, D. Diogo de Menezes Siqueira (1609-1613), para defesa da entrada daquela barra (op. cit., p. 167-168). E complementa:
"Ao Capitão que faz o forte da barra se lhe tem nomeado duzentos cruzados de ordenado, e se lhe hão de dar dez soldados de presídio e duas peças de artilharia de ferro coado, de até vinte quintais, para defesa daquele surgidouro e abrigo das embarcações que hão de andar ao salitre, e assim para defesa daquela passagem e entrada de rio tão importante. Os lugares onde se funda este forte e onde está fundada a povoação de Manuel de Miranda, são terras do Sergipe atrás nomeado, mas como são dadas de sesmaria a homem poderoso, que defende a posse, não quer ninguém a acudir às novas povoações." (op. cit., p. 169)
GARRIDO (1940) informa que esta estrutura teria sido erguida no contexto da segunda das Invasões holandesas do Brasil (1630-1654), por determinação do Conde Maurício de Nassau (1604-1679), com o nome de Reduto da Passagem (op. cit., p. 82). As fontes neerlandesas da época, entretanto, não mencionam esta construção (ou reconstrução) entre as realizações nassovianas.
Esta estrutura teria desaparecido após as forças portuguesas terem retomado o controle da região em 1645 (GARRIDO, 1940:82).